# Anne Murray
Morna Anne Murray (Springhill, 20 giugno 1945) è una cantante canadese country contemporanea.
Fu la prima donna canadese a raggiungere la vetta nelle classifiche musicali negli Stati Uniti, e la prima a vincere un "Gold record", per la sua canzone Snowbird (1970). Si ritiene che sia stata la capostipite musicale di altre cantanti canadesi come Alanis Morissette, Nelly Furtado, Céline Dion, Sarah McLachlan e Shania Twain.
Fu anche la prima donna e la prima canadese a vincere, nel 1984, il premio "Album dell'anno" della Country Music Association Awards per il disco A Little Good News.

## Curiosità
- Una delle sue canzoni fu utilizzata per Cold Case, telefilm trasmesso in Italia da Rai 2.
- Il tredicesimo episodio dell'undicesima stagione de I Griffin è in parte incentrato sulla passione di Stewie e Brian per le canzoni di Anne Murray, in particolare Snowbird, il che li porterà ad intraprendere un viaggio per incontrare di persona la cantante.
- Il suo nome viene citato nel film South Park - Il film: più grosso, più lungo & tutto intero (primo film dell'omonima serie animata), più precisamente durante il brano Blame Canada, in cui il Paese veniva incolpato da una folla di genitori di essere la causa delle volgarità e dei continui turpiloqui dei loro figli, tutto ciò per colpa di un film di Trombino e Pompadour; proprio per la sua nazionalità, la cantante viene citata verso la fine del brano da Liane Cartman, che le dà della "stronza".

## Discografia
- 1968 – What About Me
- 1969 – This Way Is My Way
- 1970 – Honey, Wheat and Laughter
- 1971 – Anne Murray - Glen Campbell
- 1971 – Straight, Clean and Simple
- 1971 – Talk It Over in the Morning
- 1972 – Annie
- 1973 – Danny's Song
- 1974 – A Love Song
- 1974 – Highly Prized Possession
- 1975 – Together
- 1976 – Keeping in Touch
- 1977 – There's a Hippo in My Tub
- 1978 – Let's Keep It That Way
- 1979 – I'll Always Love You
- 1979 – New Kind of Feeling
- 1980 – Somebody's Waiting
- 1981 – Christmas Wishes
- 1981 – Where Do You Go When You Dream
- 1982 – The Hottest Night of the Year
- 1983 – A Little Good News
- 1984 – Heart over Mind
- 1986 – Something to Talk About
- 1987 – Harmony
- 1988 – Christmas
- 1988 – As I Am
- 1990 – You Will
- 1991 – Yes I Do
- 1993 – The Season Will Never Grow Old
- 1993 – Croonin
- 1994 – Best of the Season
- 1995 – My Christmas favorites
- 1996 – Anne Murray
- 1999 – What a Wonderful World
- 2001 – What a Wonderful Christmas
- 2008 – Anne Murray's Christmas Album
- 2014 – Icon: Christmas